# Михлеон
Михлеон («Михайлович Леонид Николаевич») — второй в СССР самодельный трёхколёсный автомобиль (мотоколяска).

## История
Большие экспериментальные работы в 1935-37 гг. позволили советскому автопрому освоить выпуск новых моделей машин. Одной из многочисленных задач, стоявших в то время перед отечественным автомобилестроением, было создание дешевой и доступной малолитражки. С этой задачей, одним из первых в СССР, успешно справился инженер из г. Куйбышева Михайлович Л. Н. Его трехколесный микроавтомобиль «Михлеон» был построен в период с 1932 по 1936 гг. «Михлеон» эксплуатировался до 1946г, сначала как личная машина конструктора, а с 1939 г. была мобилизована и обслуживала городской военкомат

## Конструкция
В отличие от ОКТА, у «Михлеона» ведущими служили два задних колеса, а управляемым было единственное переднее, помещенное в вилке мотоциклетного типа. Рама изготовлена из железа углового и таврового сечения. Руль, коробка передач и задний мост взяты от старого НАМИ-1, колеса от машины ГАЗ-А.

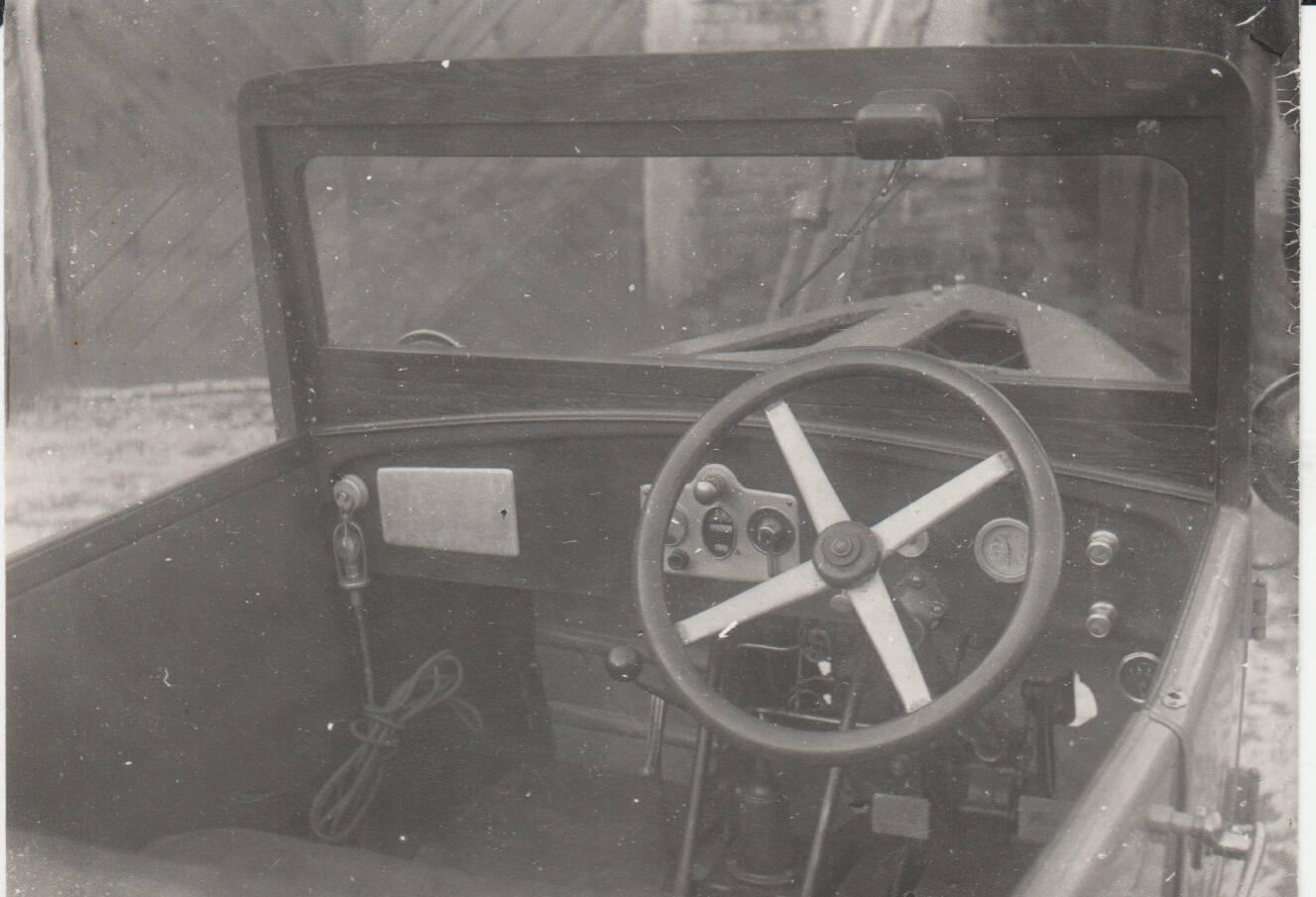
Салон «Михлеона»

V-образный двигатель сделан из авиеточного мотора Blackburn объемом 696 см³ и мощностью 12 л. с..Передача к колесам осуществляется карданным валом через пару конических шестерен (1:5) без дифференциала. Коробка передач трехскоростная, плюс задний ход. Сцепление однодисковое. Оригинально выполнена подвеска переднего колеса на «Михлеоне». Это передняя вилка мотоцикла, где роль пружин играют резиновые кольца, работающие на растяжение — первая в нашей стране подвеска с резиновым упругим элементом. Задняя подвеска была независимая.

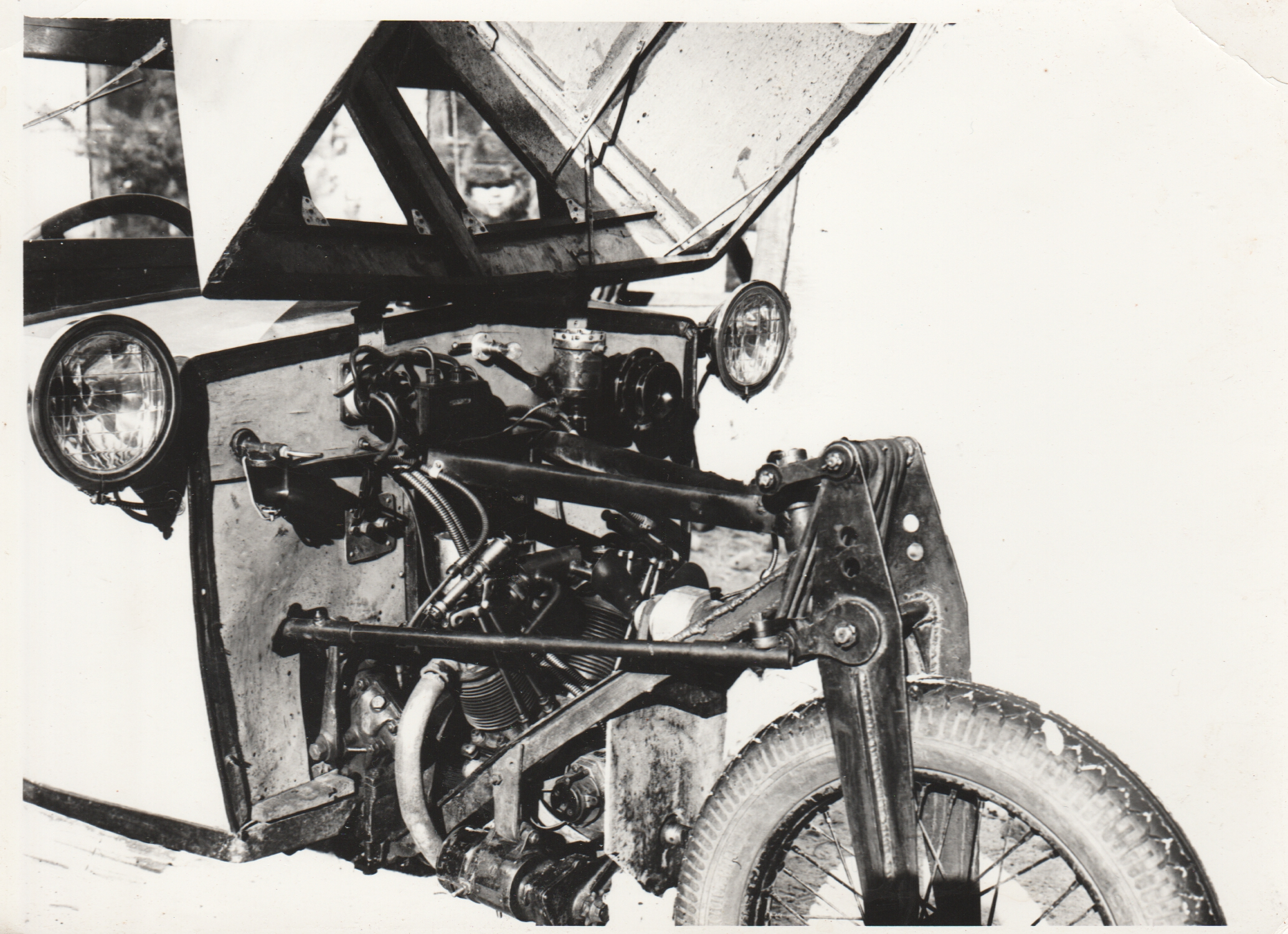
Моторная часть

Зажигание двойное:магнето и батарейное, оригинальной системы Михайлович Л. Н. База автомобиля — 2030 мм, колея — 1240 мм, вес — 475 кг. Кузов в основном деревянный, двухместный. Шины — 28x4,75", колеса — 19".
«Михлеон» развивал немалую скорость — 80 км/ч. Автомобиль был устойчив, легкоуправляем и имел мягкий ход даже по плохим дорогам.